# Dudgeon v. Verenigd Koninkrijk
Dudgeon v. Verenigd Koninkrijk (EHRM 22 oktober 1981, nr. 7525/76) is de roepnaam van een op 22 oktober 1981 door het Europees Hof voor de Rechten van de Mens (EHRM) gewezen arrest, dat ziet op strafbaarstelling van homoseksualiteit tussen instemmende mannen in Noord-Ierland. De rechtszaak was aangespannen door homorechtenactivist Jeffrey Dudgeon en leidde ertoe dat homoseksualiteit in 1982 gedecriminaliseerd werd.

## Achtergrond
De procedure werd aangespannen door Jeffrey Dudgeon om de anti-sodomiewetten van Noord-Ierland ongedaan te maken. De wetten in kwestie waren de Person Act 1861, Criminal Law Amendment Act 1885 en de common law.
Onder sectie 61 en 62 van de Person Act 1861 werd het hebben van of willen uitproberen van anale seks (man/man of man/vrouw) strafbaar gesteld met maximumstraffen van levenslang en 10 jaar gevangenisstraf. Onder sectie 11 van de Criminal Law Amendment Act 1885 werden, door de onduidelijke definiëring ervan, alle seksuele handelingen tussen mannen verboden en daarvoor maximumstraffen van twee jaar opgelegd. Onder het bewijs aangeleverd in het Wolfenden Report (1957) werd bekend dat het onder deze wet vaak ging om verschillende vormen van niet-penetratieve seks en orale seks. Onder de common law is het proberen te overtreden op zichzelf al een overtreding en daardoor is het een overtreding om handelingen beschreven in de Person Act 1861 en Criminal Law Amendment Act 1885 te ondergaan. In theorie was het dus mogelijk om voor homoseksualiteit bestraft te worden in Noord-Ierland onder de common law.
De decriminalisering van homoseksualiteit vond in 1967 plaats in Engeland en Wales — tien jaar na de publicatie van het Wolfenden Report. Schotland volgde pas in 1980 en de wetgeving in Noord-Ierland bleef overeind tot aan het proces in 1981.
Jeffrey Dudgeon leidde in de jaren 70 en 80 de homorechtenbeweging en vocht om homoseksualiteit te decriminaliseren in Noord-Ierland. In deze periode (1976) werd Dudgeon samen met 24 andere mannen gearresteerd. Sommigen daarvan stonden op het punt om veroordeeld te worden totdat de procureur-generaal van Londen dit verhinderde. Ten tijde van deze gebeurtenissen bestond in Noord-Ierland niet het recht om een zaak tegen de regering voor het gerechtshof te brengen. Vanuit de politiek in Noord-Ierland kreeg Dudgeon ook geen steun om homoseksualiteit te decriminaliseren. Hij en andere homoseksuele mannen uit Noord-Ierland waren daarom aangewezen op enkele advocaten, journalisten en het Europese Hof voor de Rechten van de Mens in Straatsburg.

## Samenstelling van de kamer
Het arrest werd op 22 oktober 1981 gegeven door een kamer van negentien rechters en was als volgt samengesteld:
- Rolv Ryssdal (Noorwegen)
- Mehmet Zekia (Cyprus) - niet instemmend
- John Cremona (Malta)
- Þór Heimir Vilhjálmsson (IJsland)
- Walter-Jean Ganshof van der Meersch (België)
- Denise Bindschedler-Robert (Zwitserland)
- Dimitrios Evrigenis (Griekenland)
- Gunnar Lagergren (Zweden)
- Léon Liesch (Luxemburg)
- Feyyaz Gölcüklü (Turkije)
- Franz Matscher (Oostenrijk) - niet instemmend
- João de Deus Pinheiro Farinha (Portugal) - niet instemmend
- Eduardo Garcia de Enterria (Spanje)
- Louis-Edmond Pettiti (Frankrijk)
- Brian Walsh (Ierland) - niet instemmend
- Vincent Evans (Verenigd Koninkrijk)
- Ronald St. John Macdonald (Liechtenstein)
- Carlo Russo (Italië)
- Rudolf Bernhardt (Duitsland)

De griffier was Marc-André Eissen en de ondergriffier was Herbert Petzold.

## Arrest
Op 22 oktober 1981 werd geoordeeld dat de wet die homoseksualiteit tussen instemmende mannen verbiedt inbreuk maakt op hun privéleven en daardoor onwettig is. In de zaak Dudgeon v. Verenigd Koninkrijk oordeelde een meerderheid van vijftien rechters tegen vier, dat er sprake is van een overtreding van Artikel 8 (Recht op eerbiediging van privé, familie- en gezinsleven) van het Europees Verdrag voor de Rechten van de Mens. Ze kwamen tot dit oordeel omdat de wetgeving een schadelijk effect heeft op mensen met een homoseksuele geaardheid, zoals Jeffrey Dudgeon. De meerderheidsmening was als volgt geformuleerd: De seksuele activiteit van een persoon omvat de meest intieme aspecten van het privéleven, waardoor er serieuze redenen moeten zijn voor de autoriteiten om hier inbreuk op te maken. Noord-Ierland claimde dat de wet de moraal van de samenleving beschermde en de rechten en vrijheden van anderen. De EHRM oordeelde dat de anti-sodomiewetten inderdaad deze doelen dienden, maar dat ze onnodig zijn in het bereiken van deze doelen in een democratische samenleving.

## Gevolgen van het arrest
Als gevolg van de uitspraak werd homoseksualiteit tussen instemmende mannen gedecriminaliseerd in Noord-Ierland in 1982. De uitspraak schiep ook een belangrijk juridisch precedent dat vaak opnieuw is gebruikt in rechtszaken voor homorechten in andere delen van Europa. Nadien werd Dudgeon v. Verenigd Koninkrijk gebruikt en uitgebreid in vergelijkbare zaken bij het ECRM, namelijk Norris v. Ierland in 1988 en Modinos v. Cyprus in 1993.
De zaak werd ook geciteerd door rechter Anthony Kennedy in de zaak Lawrence v. Texas (2003) waarin de anti-sodomiewetgeving van de Amerikaanse staat Texas werd verworpen.